# Afrosymmoca
Afrosymmoca é um gênero de traça pertencente à família Agonoxenidae.